# حسن عبد السلام (مخرج)
حسن عبد السلام مخرج مسرحى وممثل مصري، درس التمثيل بالمعهد العالى للفنون المسرحية ولكنه اتجه إلى الاخراج. عمل مدير للمسرح الحديث والمسرح الغنائى.
ولد حسن عبد السلام يوم 27 مارس 1927 في القاهرة، والتحق بالمعهد العالى للفنون المسرحية عام 1949 , وهب حياته للمسرح، وله أكبر رصيد من المسرحيات في تاريخ المسرح المصري على مدار ستين عاما وهو عمره الفنى، تزوج ثلاثة مرات.
تدرج في الكثير من المناصب منها مفتش للمسرح المدرسى بالتربية والتعليم، ثم مخرج ومشرف للفرقه النموذجية لمصلحة الفنون عام 1955, ومديرا لمسرح الثقافة الجماهيرية عام 1968, ومديرا للمسرح الحديث عام 1974, ومديرا عاما للمسرح الغنائى عام 1975, ورئيس قطاع الفنون الشعبية والاستعراضية عام 1979, كما ساهم بمشروعات للدولة مثل مسرح السامر ومسارح القرى من النوبة إلى مرسى مطروح، والفرقة النموذجية للثقافة الجماهيرية ومشروع الفنان الشامل لفرقة الآلات الشعبية.
قدم العديد من الإضافات للمسرح المصري، ويعد أول من قدم الكوميديا الموسيقية في مصر بمسرحية سيدتى الجميلة، وهو أول من قدم المسرح الآسيوي في مصر بمسرحية راشومون، وأول من قدم الملحمة الشعبية في مهرجان دولي، بمسرحية أيوب المصري، وأول من قدم الكوميديا السوداء الموسيقية بمسرحية «طبيخ الملائكة».
كما قدم عبد السلام أكثر من 200 عمل مسرحي من أشهرها «سيدتى الجميلة - المتزوجون - أهلا يا دكتور - معقول؟ لا معقول - أخويا هايص وأنا لايص - موسيقى في الحى الشرقى - طبيخ الملائكة - فارس وبنى خيبان – جوليو ورومييت».
توفي في 8 يوليو من عام 2013م.

## مساهماته في مشروعات الدولة
- مسرح السامر
- مسارح القرى من النوبة إلى مرسى مطروح
- الفرقة النموذجية للثقافة الجماهيرية
- مشروع الفنان الشامل لفرقة الآلات الشعبية

## أعماله

### إخراج
1. إمبراطور عماد الدين
2. ربع دستة أشرار
3. عطشان يا صبايا
4. يا غولة عينك حمرا
5. انا والحكومة
6. الموقف خطير جدا
7. الصغيرة
8. يا أنا يا إنتي يا دنيا
9. الرعب اللذيذ
10. العالمة باشا
11. طار فوق عش المجرمين
12. طبيخ الملايكة
13. سيدتي الجميلة
14. موسيكا في الحى الشرقى
15. العيال الطيبين
16. جوليو ورومييت
17. الملاك الأزرق
18. مين ما يحبش زوبة
19. أهلا يا دكتور
20. الشبيهان
21. اهلا يادكتور
22. المتزوجون
23. كلام خواجات
24. سكر زيادة
25. زقاق المدق
26. معقول؟ لا معقول
27. هالة حبيبتي
28. كعبلون
29. الصول والحرامي
30. فارس وبني خيبان
31. حضرات السادة العيال
32. القشاش
33. ولاد ريا وسكينة
34. المستخبى
35. أخويا هايص وأنا لايص
36. العسكري الأخضر
37. الكدابين قوي
38. المنولوجست
39. الجريء والمليونير
40. المرأة التي تكلم نفسها كثيراً
41. دربكة همبكة
42. رقص الديوك
43. رصاصة في القلب
44. ادلعى يا دوسة
45. ربنا يخلى جمعة
46. مراتي زعيمة عصابة

### تمثيل
1. شارع المواردي الجزء الأول
2. يوم مر ويوم حلو
3. الشبيهان
4. السكرية
5. اعترافات امرأة
6. رضا بوند
7. سيد درويش
8. طريق الأبطال
9. شباب اليوم
10. وعد

### تأليف
1. ابتسامة وراء قضبان (أنا وصاحبي في الكازوزة)

## روابط خارجية
- حسن عبد السلام على موقع IMDb (الإنجليزية)
- حسن عبد السلام على موقع قاعدة بيانات الأفلام العربية